# タルマシリン
アラーウッディーン・タルマシリン（Älâ'ud-Dīn Tarmashīrīn、? - 1334年）はチャガタイ・ウルスの第20代当主でチャガタイ・ハン国の第15代ハン（在位：1326年or1331年 - 1334年）。チャガタイ・ハン国の15,17代目当主ケベクの弟にあたる。「アラーウッディーン」はイスラム教に改宗した際の尊称であり、「タルマシリン」は仏教に由来するサンスクリットの「ダルマシュリー（Dharmasri）」が原形だと考えられている。

## 生涯
タルマシリンはケベクと同じくカシュカ川流域に住み、テュルクの言語を話したという。1326年秋にジャイフーン川を渡ってイルハン朝支配下のホラーサーン地方に侵入するが、ガズナ近郊でイルハン朝のアミール・チョバンの子アミール・フサインに敗れ、退却する。1327年/28年にタルマシリンの軍はインドに侵入し、トゥグルク朝の中心部に近いバダーウーンに達した。タルマシリンはトゥグルク朝から和平の代償として金、宝石を受け取り、帰還の途上インダス、グジャラート地方で略奪を行った。タルマシリンの行軍は侵攻を目的とする説のほか、トゥグルク朝に援助を求めるために行われた説がある。
タルマシリン即位当時のチャガタイ・ハン国はモンゴルの伝統的な信仰と慣習を維持しようとする守旧派とイスラーム法に基づく新体制を築こうとする改革派が争い、タルマシリンはイスラム教に改宗しながらも伝統的な信仰と慣習を維持する中間の立場をとっていた。イスラム国家であるトゥグルク朝への遠征は国内のテュルク系アミール（貴族）からの反発を招き、ブザン、ジンクシら他の王族を擁す守旧派勢力からも非難される。イリ地方の遊牧民はイスラム教を信仰するタルマシリンをヤサ（モンゴルの伝統的な法）に背く人間と非難し、ブザン、ジンクシを擁立した。1334年にタルマシリンは反乱軍によって殺害される。
14世紀の旅行家イブン・バットゥータはブハラ近郊でブザンらの攻撃から逃亡するタルマシリンと面会し、『大旅行記』で当時のチャガタイ・ハン国の政情を述べている。イブン・バットゥータはタルマシリンの最期についてケベクの子のヤンキーによって捕らえられた後処刑されたという情報のほか、インドを経てイラン南部のシーラーズに亡命したという情報を伝えている。

## 妻子
妻
- オルダ・ハトゥン(Urda)・・・ハトゥンの一人

娘
- セウィンチ・クトゥルク(Siwinch Qutluq)・・・アリー・ダルウィーシュの母[15]